# 니조조마에역
니조조마에역(일본어: 二条城前駅)은 일본 교토부 교토시 나카교구에 있는 교토 시영 지하철 도자이 선의 역이다. 역 번호는 T14이다.

## 역 구조
니조성 남동쪽 모퉁이 측, 오시코지도리의 호리카와니시이리의 지하에 있다. 섬식 승강장 1면 2선의 지하역으로, 스크림도어가 설치되어 있으며, 출입구는 3개소가 있다.
도자이 선 역은 역마다 정거장 색깔이 제정되어 있으며, 본 역의 스테이션 컬러는 ■감색이다.

### 승강장
| 1 | 도자이 선 | 니조・우즈마사텐진가와 방면                       |
| 2 | 도자이 선 | 가라스마오이케・야마시나・로쿠지조・하마오쓰 방면 |

- 또한, 역 구내에 문화재의 진열장을 설치하고, 지하철 도자이 선 건설에 따른 발굴 조사 성과와 그 출토 유물을 전시했으며 미니 박물관이 있다. 교토 시영 지하철 도자이 선의 다이고 ~ 니조 역 간 개통과 동시에 영업 개시.

## 역 주변
- 니조성
- 교토시 나카교 구역소
- 나카교 종합청사
- 호리카와도리
- 오이케도리

## 역사
- 1997년 10월 12일: 교토 시영 지하철 도자이 선의 다이고 ~ 니조 역 간 개통과 동시에 영업 개시.
- 2007년 4월 1일: IC카드 "PiTaPa"의 사용 개시.

## 사진

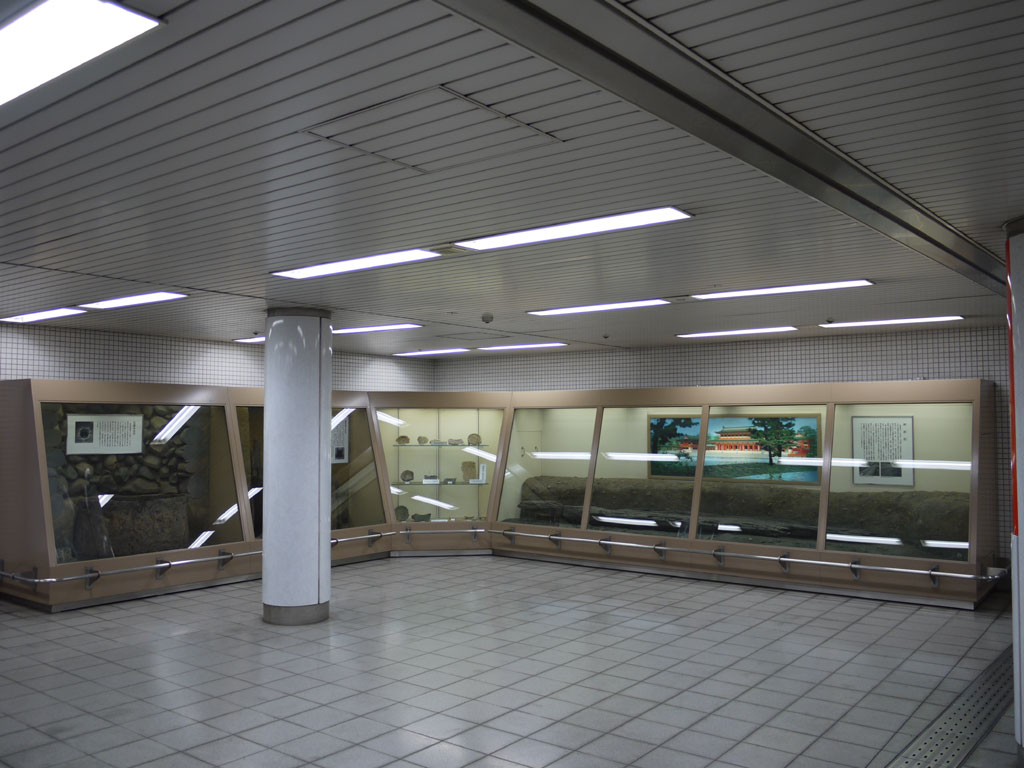
역내 박물관